# 巴彦淖尔站
巴彦淖尔站是位于内蒙古自治区巴彦淖尔市临河区车站街道的一个铁路车站。车站于2022年7月开工建设，2024年7月22日正式開放使用，同时，临河站的客运功能全部转移到本站。车站总建筑面积7998.60平方米，候车厅面积3535.28平方米，站场规模5台13线，预计远期年旅客发送量将达到400万人次。